# Градишко окружје
Градишко окружје (хрв. Gradiško okružje, мађ. Gradiskai kerület) било је административно-територијална јединица у саставу развојачене Крајине (1873–1881) и Краљевине Хрватске и Славоније (1881–1886). Настало је 1873. године, развојачењем дотадашње Градишке регименте, а постојало је све до 1886. године, када је укинуто и укључено у састав Пожешке жупаније. Обухватало је део славонске Посавине, а управно седиште окружја била је Нова Градишка.

## Историја
Приликом развојачења свих регименти у саставу Хрватско-славонске војне крајине укинута је и дотадашња Градишка регимента (1873). Развојачене области нису одмах прикључене Краљевини Хрватској и Славонији, већ су добиле посебну земаљску управу, која се делила на шест крајишких окружја. Међу њима је био и новостворено Градишко окружје, које је образовано на подручју укунуте Градишке регименте. Новостворено окружје делило се на три котара: Новоградишки, Новски и Ориовачки. Тек 1881. године, сва окружја развојачене Крајине припојена су Краљевини Хрватској и Славонији. У оквирима проширене Краљевине, прикључена окружја наставила су да постоје све до 1886. годинне, када је жупанијско уређење протегнуто и на бивше крајишке просторе, тако да је подручје укинутог Градишког окружја укључено у састав Пожешке жупаније.

## Демографија
Према попису из 1880. године, на подручју Градишког окружја живело је укупно 61.696 становника (30.542 мушкараца и 31.154 жена). Према вероисповести, пописано је 44.596 римокатолика и 16.838 православаца, а преостали део становништва припадао је мањим верским заједницама.